# رزا پونسل
رُزا پونسِل (به انگلیسی: Rosa Ponselle) خوانندهٔ سوپرانو اهل ایالات متحده آمریکا بود. او عمدتاً در تالار اپرای متروپولیتن نیویورک آواز می‌خواند و به‌عنوان یکی از بهترین خوانندگان سوپرانوی قرن بیستم شناخته می‌شود.

## کودکی و نوجوانی

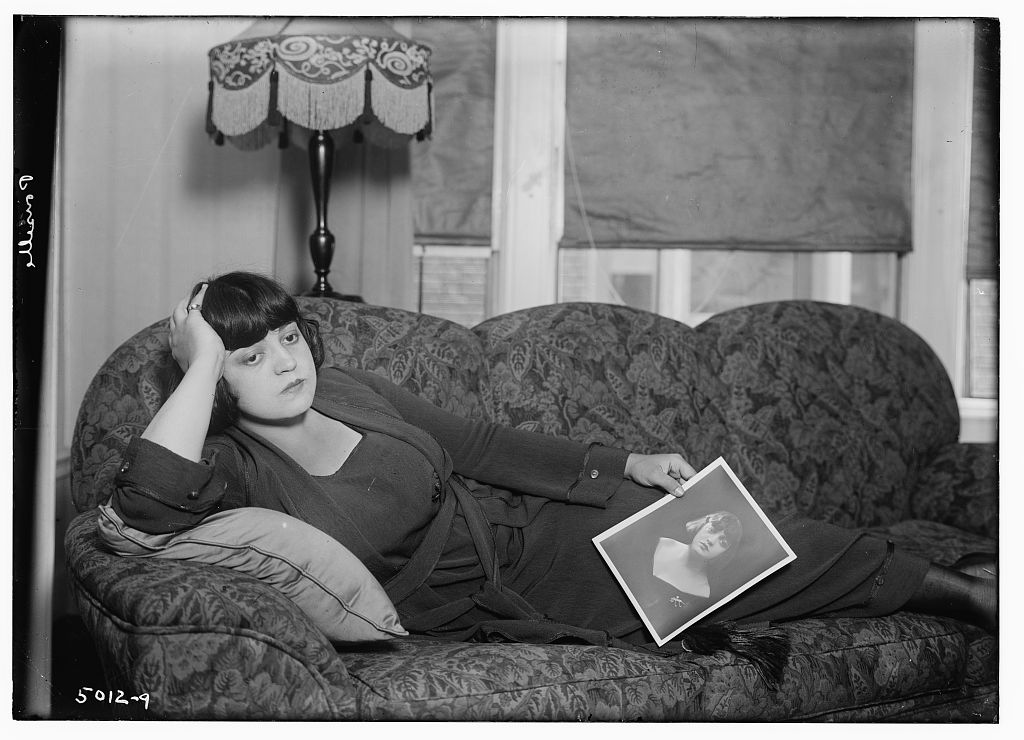
رُزا پونسِل

رزا پونسل در ۲۲ ژانویه ۱۸۹۷ در مریدن، کنتیکت متولد شد و کوچک‌ترین در میان ۳ فرزند خانواده بود. پدر و مادرش مهاجرانی از ایتالیا و اهل کایاتزو و کسرتا بودند. او از کودکی صدایی پخته داشت. خواهربزرگترش کارملا که به واسطهٔ اولین اجرایش در موزیکال «دختری از برایتون» شهرتی در عرصهٔ وودویل پیدا کرده بود در سال ۱۹۱۵ رزا را برای آزمون خوانندگی به مجموعه‌ای که با آن‌ها کار می‌کرد معرفی کرد.
بر خلاف کارملا که اندامی مدل‌گونه داشت، رزا مقدار زیادی اضافه وزن داشت با این‌حال قدرت او در خوانندگی باعث شد برای اجرای یک برنامهٔ دونفره با خواهرش استخدام شود. خواهران پونزیلو (آن‌زمان هنوز با نام فامیلی ایتالیایی‌شان شناخته می‌شدند) از سال ۱۹۱۵ تا ۱۹۱۸ ستارهٔ موزیکال‌های متعددی در مجموعهٔ تحت مدیریت بنجامین فرانکلین کیت بودند و از این راه درآمد زیادی به دست آوردند. اجراهای آن‌ها در این دوره شامل تصنیف‌های سنتی، ترانه‌های محبوب ایتالیایی و آریاها و دوئت‌های اپرایی بود. در سال ۱۹۱۸ خواهران پونزیلو خواستار افزایش قابل توجه دستمزدشان شدند و در نتیجه بنجامین فرانکلین آن‌ها را کنار گذاشت. در آن‌زمان کارملا نزد ویلیام تورنر که یکی از اساتید سرشناش آواز در نیویورک بود، تعلیم می‌دید. تورنر پس از آزمون خوانندگی رزا، پذیرفت تا به او هم تدریس کند. مدتی بعد تورنر از انریکو کاروسو که در آن سال‌ها ستارهٔ تالار اپرای متروپولیتن نیویورک بود دعوت کرد تا اجرای خواهران پونزیلو را در استودیو بشنود. کاروسو معمولاً از خوانندگان آماتور حذر می‌کرد اما با شنیدن صدای رزا بسیار تحت تأثیر قرار گرفت. او برای رزا یک جلسهٔ ملاقات با جولیو گاتی-کاساتزا مدیر اپرای متروپولیتن ترتیب داد که در نتیجه قراردادی برای فصل ۱۹۱۸–۱۹۱۹ میان آن‌ها امضا شد.

## شروع به کار در متروپولیتن و اولین فعالیت‌های اپرایی

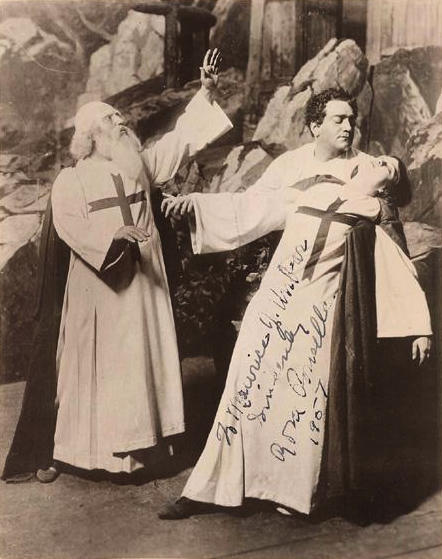
خوزه ماردونز، انریکو کاروسو، و روزا پونسله و در La forza del destino، اپرای 1869 جوزپه وردی

به فاصلهٔ چند روز رزا پونسل اولین اجرایش در اپرای متروپولیتن را که نقش لئونورا در نیروی سرنوشت وردی بود مقابل کاروسو انجام داد. این نقش معمولاً به خوانندگان با تجربه‌ای واگذار می‌شود که صدای آن‌ها طی سال‌ها تمرین و اجرا، قابلیت لازم را پیدا کرده باشد. این اولین حضور او روی صحنهٔ یک اپرا هم بود و با این‌که به‌خاطر اجرا مقابل کاروسو استرس زیادی داشت بازخوردهای مثبتی از تماشاگران و منتقدان دریافت کرد. پونسل برای اجرای این نقش تحت تعلیم رومانو رومانی قرار گرفت که تا پایان فعالیت هنری‌اش به عنوان مربی صدا در کنار او باقی ماند.
افزون بر نقش لئونورا، پونسل در آن سال نقش‌های سانتوتزا در روستایی سلحشور، رزیا در اوبرون وبر و کارملیتا در افسانهٔ جوزف کارل بلیر را هم اجرا کرد.
در سال‌های بعد نقش‌های او در متروپولیتن شامل خوانندهٔ اصلی سوپرانوی اپراهای نجیب‌زاده اثر فرومنتال هالوی، ویلیام تل، ارنانی، تروبادور، آیدا، شادی، دون کارلوس، زن آفریقایی، عشق سه پادشاه، آندره‌آ شنیه، باکرهٔ پاکدامن و بزرگ‌ترین دستاوردش در سال ۱۹۲۷ و در نرما اثر وینچنتزو بلینی بود.

## اجراهای خارج از ایالات متحده
بیرون از ایالات متحده پونسل فقط در تالار اپرای سلطنتی لندن (برای ۳ فصل) و در ایتالیا اجرا داشت. به گفتهٔ خودش این دومی به احترام قولی بود که به مادرش داده بود مبنی بر این‌که یک‌روز در ایتالیا اجرایی داشته باشد. در سال ۱۹۲۹ اولین اجرایش در تالار اپرای سلطنتی لندن در کاونت گاردن را انجام داد. پیش از آن فعالیت هنری او به آمریکا محدود بود. در آن‌سال او در دو اپرای نرما و جیوکوندا نقش‌آفرینی کرد که مورد توجه و تحسین مخاطبان لندنی قرار گرفت. در سال ۱۹۳۰ در اپراهای نرما، عشق سه پادشاه و لا تراویاتا ظاهر شد و در فصل پایانی در ۱۹۳۱
نیروی سرنوشت، فدرا (اپرایی که رومانو رومانی نوشته بود) و لا تراویاتا را اجرا کرد.
در سال ۱۹۳۳ در جشنوارهٔ می فلورانس تنها اجرایش در ایتالیا که نقش جولیا در لا تراویاتا بود را انجام داد.

## بازنشستگی
پونسل در سال ۱۹۳۶ با کری جکسون، سوسیالیست اهل بالتیمور ازدواج کرد. آخرین اجرایش در متروپولیتن را در ۱۵ فوریهٔ ۱۹۳۷ در نقش اصلی اپرای کارمن انجام داد و گفته می‌شود سوگند خورد از آن پس، پایش را در آن سالن نگذارد. طی ۱۹ فصل حضور در متروپولین او ۲۲ نقش مختلف را در ۲۶۶ اجرا روی صحنه برد. پس از ترک متروپالیتن پونسل بیشتر وقتش را به تدریس و ضبط گذراند و مدتی هم مدیر هنری یک کمپانی برگزار کنندهٔ اپرا در مریلند بود. او در آن سال‌ها خوانندگان جوانی همچون بورلی سیلس و شریل میلنس را تعلیم داد. در سال ۱۹۵۰ میلادی از کری جکسون جدا شد.
در سال‌های پایانی دههٔ ۳۰ میلادی و زمانی که ساخت خانه‌اش در بالتیمور به پایان رسید نام Villa Pace را برای آن برگزید. Pace در ایتالیایی معادل Peace در زبان انگلیسی است. دلیل این انتخاب، کلمات آغازین اپرای نیروی سرنوشت با مضمون Pace, pace mio Dio بود. در دههٔ ۵۰ میلادی و در همین خانه بود که تعدادی از اجراهای ماندگار او توسط آرسی‌ای رکوردز ضبط شدند. این عمارت در سال ۱۹۸۰ (یک سال پیش از مرگ پونسل) طعمهٔ حریق شد و آسیب جدی دید.

## مرگ

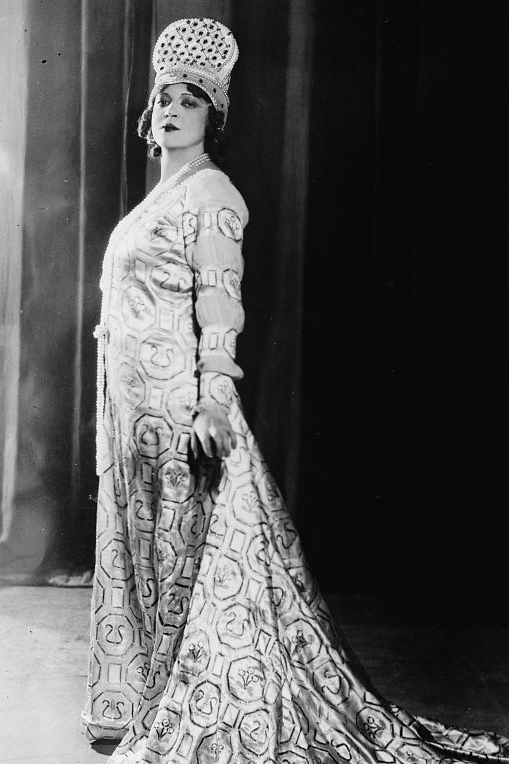
رزا پونسل

رزا پونسل در ۲۵ می ۱۹۸۱ در سن ۸۴ سالگی بر اثر سکته قلبی در منزلش درگذشت. جسد او با حضور حدود ۴۰۰ تن از دوستان و هوادارانش تشییع شد و در گورستان دروید ریج به خاک سپرده شد.

## میراث
پونسل اولین خوانندهٔ زادهٔ آمریکا و تعلیم‌دیده در آمریکا بود که با مؤسسهٔ آمریکایی متروپولیتن و بدون تجربهٔ کار با شرکت‌های اروپایی، به یک ستارهٔ بزرگ تبدیل شد. او به این شکل پیوستن به متروپولیتن را برای سایر آمریکایی‌ها آسانتر کرد. پس از مرگش دو سازمان به‌نام او تأسیس شد: «صندوق رزا پونسل» در مریدن، جایی که به دنیا آمد و رشد کرد و «بنیاد رزا پونسل» در بالتیمور، جایی که نیمهٔ دوم عمرش را گذراند.
«صندوق رزا پونسل» در سال ۱۹۸۱ فعالیتش را با هدف حفظ، نگهداری و نمایش آثار مربوط به پونسل و دنیای اپرا در زمان او آغاز کرد. سپس حمایت مالی و برگزاری یک رقابت سالیانهٔ آواز به نام رزا پونسل را عهده‌دار شد. در سال ۲۰۰۷ فعالیت این مجموعه متوقف شد و آثار گردآوری شده در موزه به کتابخانهٔ آرتور فریدهایم از زیر مجموعه‌های دانشگاه جانز هاپکینز اهدا شد.
«بنیاد رزا پونسل» در سال ۱۹۸۲ و با هدف برگزاری دو مسابقهٔ آواز طبق آنچه در وصیت‌نامهٔ پونسل تصریح شده بود، تأسیس شد. برندگان این رقابت‌ها از جوایز نقدی، برگزاری کنسرت در سالن‌های معروف و بورس تحصیلی بهره‌مند می‌شوند. این بنیاد، خانهٔ پونسل را به موزه تبدیل کرد. در سال ۱۹۸۶ موزهٔ Villa Pace به خاطر تمرکز مجموعه روی رقابت‌های موسیقی تعطیل شد. در سال ۱۹۹۸ بسیاری از آثار گردآوری شده در آن محل به موزهٔ «صندوق رزا پونسل» فرستاده شد و در حال حاضر بخشی از آن مجموعه در کتابخانهٔ فریدهایم موجود است.